# زیارت شاه
زیارت شاه، روستایی در دهستان زیارت بخش مرکزی شهرستان گنبکی در استان کرمان ایران است. این روستا، مرکز دهستان زیارت است.

## جاذبه‌های گردشگری

### گورستان ۴۰۰ ساله
روستای زیارت شاه با گورستانی ۴۰۰ ساله و طبیعت بکر پذیرای گردشگران و مسافران از اقصی نقاط استان کرمان می‌باشد.

## جمعیت
بر پایه سرشماری عمومی نفوس و مسکن در سال ۱۳۹۵، جمعیت این روستا برابر با ۴۲۵ نفر (۱۲۶ خانوار) بوده است.